# Ticao Pass
De Ticao Pass is een zeestraat aan de zuidoostkant van Luzon, het grootste eiland van de Filipijnen. De straat verbindt de Samarzee in het zuidoosten met de Burias Pass in het noordwesten. Ten zuiden van de straat ligt het eiland Ticao, waaraan het water zijn naam dankt. Aan de andere kant ligt op het puntje van het Bicolschiereiland de provincie Sorsogon. Het smalste deel van de zee-engte is zo'n 17 kilometer breed. Bij Magallanes bevindt zich de ingang van de Sorsogonbaai, een inham die op de kaart een grillig gevormde uitstulping vormt in Sorsogon.
De plaatsen Bulan en Magallanes kijken uit over de zeestraat. Op Ticao liggen de vissersdorpen San Fernando en San Jacinto aan de straat. Het water is rijk aan plankton, veroorzaakt door de sterke stromingen van de San Bernardinostraat. Het plankton dient onder meer als voedsel voor reuzenmanta's, het vlees van deze grote rog wordt in de Filipijnen als delicatesse beschouwd. De bodem van de straat is deels met koraalrif bedekt.